# Donat (imię)
Donat – imię męskie pochodzenia łacińskiego. Wywodzi się od słowa oznaczającego „darowany przez Boga/bogów” i tym samym mający podobne znaczenie jak Teodor. Hagiografia wymienia ponad 35 świętych o tym imieniu.
Przysłowie związane z tym imieniem: Na świętego Donata idź po pracę do brata.
Żeński odpowiednik: Donata
Donat imieniny obchodzi: 9 lutego, 17 lutego, 25 lutego, 7 kwietnia, 30 kwietnia, 21 maja, 7 sierpnia, 19 sierpnia, 1 września, 5 października, 22 października, 29 października i 10 grudnia.
Osoby noszące to imię:
- Donat (zm. ok. 355) – biskup Kartaginy
- Donat (IV wiek) – rzymski gramatyk i historyk literatury, autor Ars minor i Ars maior.
- bł. Donat (zm. 1260) – polski dominikanin i męczennik, jeden z towarzyszy Sadoka
- Donat (1179-1198) – benedyktyn z Ripacandidi
- Donat Tarantowicz (1921–1980) – polski działacz państwowy, wiceminister komunikacji

Zobacz też:
- Donat – jeden z pseudonimów Jana Piwnika
- San Donato Val di Comino
- St. Donatus (Iowa)